# 贾丹
贾丹（1983年—），辽宁沈阳人，美籍象棋棋手、女子世界冠军。

## 生平
贾丹出生于辽宁沈阳，10岁时开始学习象棋。2000年获全国少年象棋锦标赛女子亚军。次年在全国象棋个人赛中获女子组第14名并晋升国家大师。2005年赴美国留学。2010年毕业于芝加哥洛约拉大学，获会计学硕士学位。她是2009年、2012年芝加哥象棋公开赛冠军，并三次夺得世界智力精英运动会女子象棋铜牌。她于2011、2013年两度在世界象棋锦标赛中获得季军，2015年获世界象棋锦标赛亚军。2019年，她在加拿大温哥华举办的世界象棋锦标赛中击败中国头号女棋手唐丹夺冠，并由此晋升国际特级大师。
2015年，贾丹在温州创办龙湾贾丹棋艺学校并出任校长。